# Szalatnak
Szalatnak é um município da Hungria, situado no condado de Baranya. Tem 10,28 km² de área e sua população em 2019 foi estimada em 284 habitantes.